# Čifluk (Šipovo)
Čifluk (szerbül: Чифлук) falu Bosznia-Hercegovinában, Bosanska krajina területén, a Szerb Köztársaságban, Šipovo községben. 

## Fekvése
Bosznia-Hercegovina közép-nyugati részén, Banja Lukától légvonalban 56, közúton 83 km-re délre, községközpontjától légvonalban 2 km-re, közúton 4 km-re kelet-délkeletre, a Pliva és a Janj összefolyásától keletre fekvő dombos, hegyes területen, 500 - 600 méteres magasságban fekszik.
.

## Népessége
| Nemzetiségi csoport | Népesség 1991 | Népesség 2013 |
| ------------------- | ------------- | ------------- |
| Szerb               | 577           | 658           |
| Bosnyák             | 98            | 18            |
| Horvát              | 1             | 1             |
| Jugoszláv           | 0             | 0             |
| Egyéb               | 5             | 10            |
| Összesen            | 680           | 687           |

## Története
A régészeti leletek tanúsága szerint a település területe már az őskortól fogva lakott és rendkívül gazdag a régészeti lelőhelyekben. A legrégibb leletek a bronzkorból származnak és a Glavica nevű magaslaton találhatók, ahol egy erődítmény, alatta a lejtőkön pedig település állt. A római korban ezen a területen élénk kohászati tevékenység folyt. A vaskohászok települései közül kettőt is találtak a határában, akik a közeli hegyekben bányászott vasat dolgozták fel. Az itteni település jelentőségét jelzi a Crkvina lelőhelyen kiásott ókeresztény templom, melynek falazott sírjai az itt eltemetettek gazdagságára utalnak.
A középkori település meglétéről tanúskodik a határában levő késő középkori temető maradványa. A sírkövek típusai arra utalnak, középkorban itt a kereszténység eretnek irányzatának tekintett bogumilok települése állt. A legrégebbi ilyen sírkövek a 12. század második feléből származnak, de csak a 14-15. században terjedtek el. Bosznia-Hercegovina, Szerbia, Horvátország és Montenegró területén mintegy 3300 helyszínen körülbelül hetvenezer ilyen stećak található. A középkori település végét feltehetően a közeli Sokol várának 1518 körül bekövetkezett eleste jelentette.
A település 1878-ig tartozott az Oszmán Birodalomhoz, majd az Osztrák-Magyar Monarchia része lett. 1879-ben az első osztrák-magyar népszámlálás során a településen Volari község részeként 23 házat és 166 ortodox szerb lakost számláltak. 1910-ben a faluban 45 házat, 265 ortodox szerb és 43 muszlim lakost találtak. A monarchia szétesésével 1918-ben előbb a Szerb-Horvát-Szlovén Királyság, majd 1929-től a Jugoszláv Királyság része. Jugoszlávia megszállása után a falu a Független Horvát Állam (NDH) része lett. 1945-től a település a szocialista Jugoszlávia része volt. A településen az 1991-es népszámlálás adatai szerint 576-an éltek. A Bosznia-Hercegovinában zajló polgárháború idején a Visoko Krajina többi településéhez hasonlóan a Boszniai Szerb Köztársaság része volt. A területén 1995 szeptemberéig nem volt háborús hadművelet, ekkor azonban a település területét a Horvát Köztársaság fegyveres ereje megszállta. A horvát csapatok elől a lakosság elmenekült. A daytoni békeszerződés aláírása után a település a Szerb Köztársasághoz, azon belül Šipovo községhez került. 

## Nevezetességei
- Beriča Glavica – késő középkori temető maradványai néhány sírkővel, többségük megsemmisült.[4]

- Crkvina – késő ókori ókeresztény bazilika és temetkezések maradványai. A lelőhelyet először 1930-ban D. Sergejevski tárta fel, majd 1961-ben I. Bojanovski végzett itt leletmentő ásatásokat. A templom narthex részében több falazott és boltozott sír került elő. Találtak négy római pénzérmét is, melyek Constans, Valens (mindkettő 4. század) és Anastasius (6. század) idejéből származnak.[4]

- Glavica – őskori erődítmény maradványai. A magaslat domináns pontján fennmaradt a habarcs nélkül rakott erődfalak egy része. A lejtőkön számos kerámiatöredéket találtak, melyek a késő bronzkorból és a kora vaskorból származnak.[4]

- Lučica – kohászati tevékenységet végző római település maradványai a Janj jobb partján. A leletek főként vashulladékból, valamint travertinből, téglákból rakott falak maradványaiból állnak. Korukat a 3. – 4. században határozták meg.[4]

- Selište - kohászati tevékenységet végző római település maradványai. A leletek vashulladékból és római téglákból állnak a 2. – 4. századból.[4]